# مجعر (القفر)

تعديل مصدري - تعديل

مجعر محلة تابعة لقرية بني جربان، التابعة لعزلة بني سيف السافل بمديرية القفر إحدى مديريات محافظة إب في الجمهورية اليمنية، بلغ تعداد سكانها 82 حسب تعداد اليمن لعام 2004.